# Papaloapan
Papaloapan je řeka protékající mexickými státy Oaxaca a Veracruz. Vzniká u města Tuxtepec soutokem řek Río Santo Domingo a Río Valle Nacional a je dlouhá 354 kilometrů, celková vzdálenost od pramene nejdelší zdrojnice k ústí činí 900 kilometrů. Významnými přítoky jsou Río Tonto zleva a Tesechoacán a San Juan zprava. Vlévá se nedaleko města Tlacotalpan do laguny Alvarado, která je propojena s Mexickým zálivem. Název pochází z jazyka nahuatl a znamená „motýlí řeka“.
Řeka protéká rovinatou krajinou a vytváří četné meandry. V roce 1944 došlo na Papaloapanu k velkým povodním, bylo proto rozhodnuto o stavbě přehrad Temascal a Cerro de Oro na horním toku, které stav vody regulují. Břehy byly původně porostlé tropickým pralesem, po jeho vykácení a vysušení bažin se začala pěstovat cukrová třtina a kukuřice, nárůst populace v povodí řeky přináší větší znečistění. Typickými rybami žijícími ve vodách Papaloapanu jsou mečovka, anténovka, krásnotělka a endemický charax catemacký. Řeka je splavná do vzdálenosti 240 kilometrů od ústí.